# Białka (Dunajec)
Die Białka (slowakisch Biela voda) ist ein rund 41 km langer rechter Zufluss des Dunajec in der Woiwodschaft Kleinpolen in Polen und der Slowakei. Sie hat den Charakter eines Hochgebirgsflusses.

## Geografie
Der Fluss entspringt in der Slowakei nordwestlich des Gerlachovský štít (Gerlsdorfer Spitze), des höchsten Bergs der Hohen Tatra, in einem Kar der Kačacia dolina (Entental). Er durchfließt dann den auf einer Höhe von 1575 m gelegenen kleinen Karsee Zelené Kačacie pleso (Ententaler Grüner See), fließt durch die Bielovodská dolina als Biela voda nach Norden ab und bildet von der Aufnahme des Bachs Rybi Potok an die Grenze zu Polen. Auf der polnischen Seite trägt er den Namen Białka. In der Hohen Tatra nimmt er noch die Wasser der Gebirgsbäche Roztoka und Waksmundzki Potok auf, die von links hinzufließen. Unterhalb der Alm Łysa Polana wird er von einer Verbindungsstraße von Polen in die Slowakei gequert (auf polnischer Seite Woiwodschaftsstraße 960, auf slowakischer Cesta I. triedy 66). In  Łysa Polana verlässt er den Tatra-Nationalpark sowie die Hohe Tatra. Er bildet bis zur Mündung der von rechts zufließenden Javorinka die polnisch-slowakische Grenze und fleßt dann nach Polen, wo er die Grenze zwischen den historischen Landschaften Podhale und Zips bildet. Er biegt in seinem unteren Verlauf nach Nordosten ab und durchfließt die Ortschaften Bukowina Tatrzańska, Brzegi, Jurgów, Białka Tatrzańska, Czarna Góra, Trybsz, Nowa Biała und Krempachy sowie die Regionen Zips-Gubałówka Hochland·und Orawa-Nowy Targ Becken. Bei Krempachy bricht er durch das Naturreservat Białka-Durchbruch. Er mündet zwischen Frydman und Dębno im Stausee Jezioro Czorsztyńskie in den hier aufgestauten Dunajec. Das Einzugsgebiet wird mit 410,6 km² angegeben.

## Name
Der Name „Białka“ („die Weiße“) kommt von den weißen Steinen im Flussbett.

## Flora und Fauna
Das Wasser der Białka ist sauber, im Fluss leben Regenbogenforelle, Forelle, Äsche, Groppe und Elritze. Der Fluss ist von Fichtenwäldern umgeben.

## Tourismus
Der Fluss wird für den Tourismus genutzt. Wildwasserkajak und Rafting sind außerhalb des Nationalparks und dem Reservat ebenso beliebt wie Fischen und Angeln.

## Flussverlauf

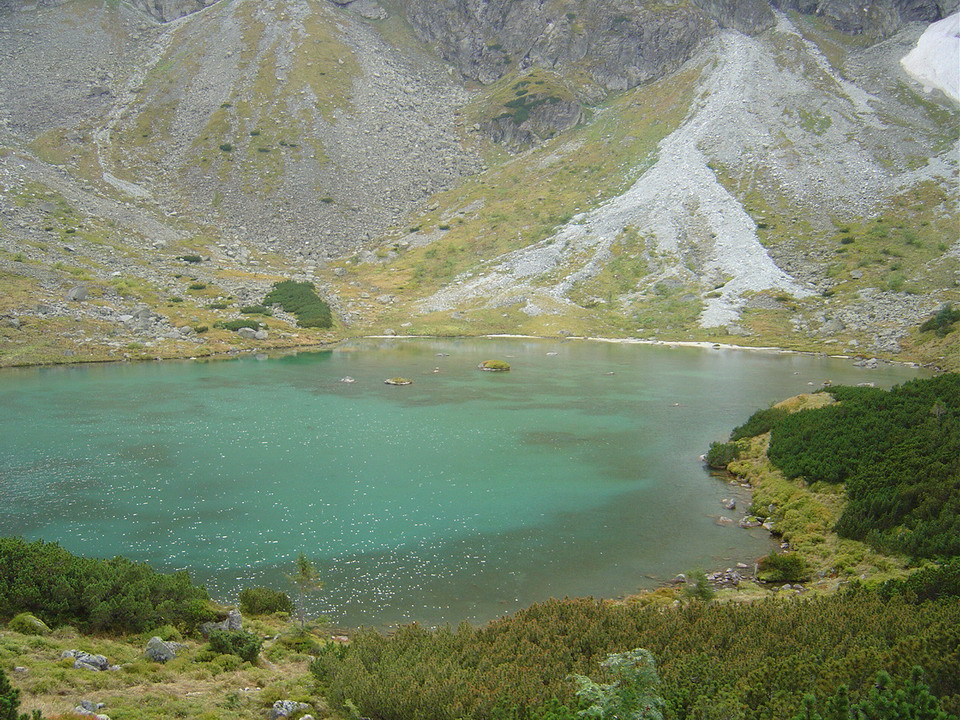
Quelle
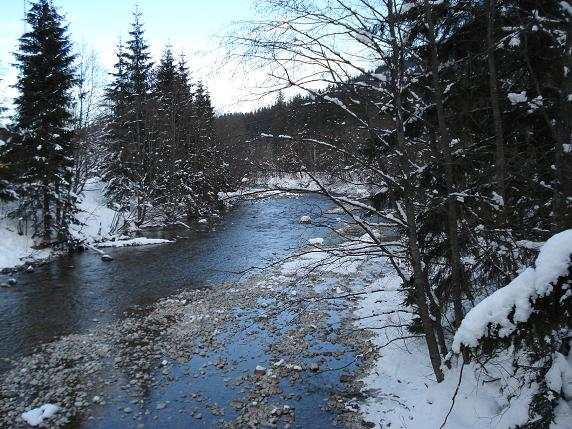
Łysa Polana
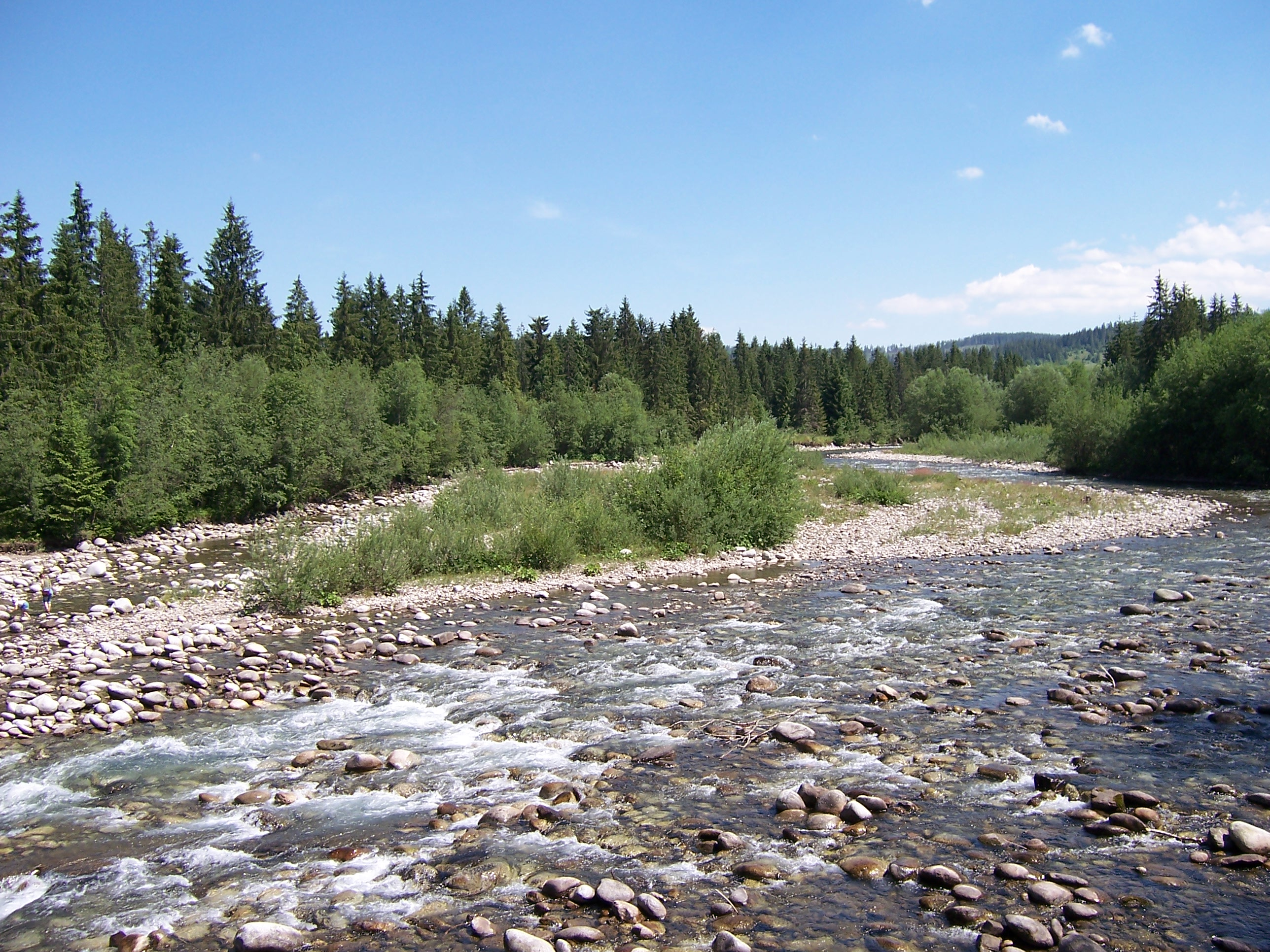
Bukowina Tatrzańska
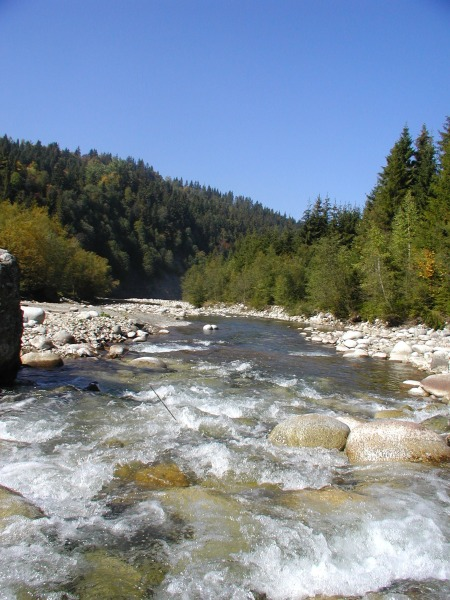
Jurgów
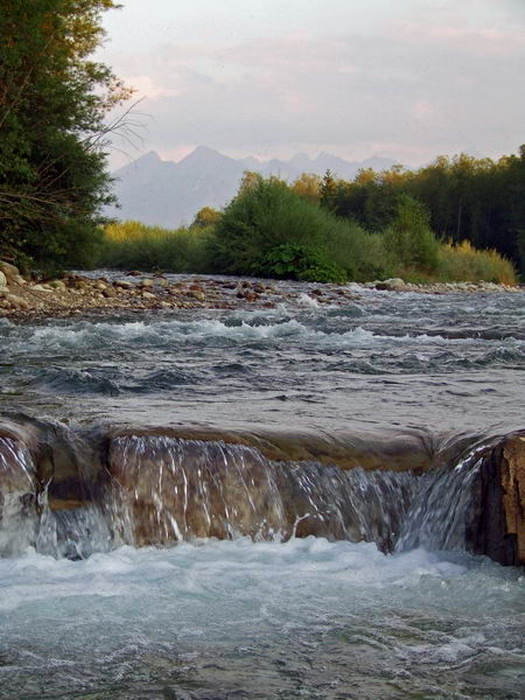
Białka Tatrzańska
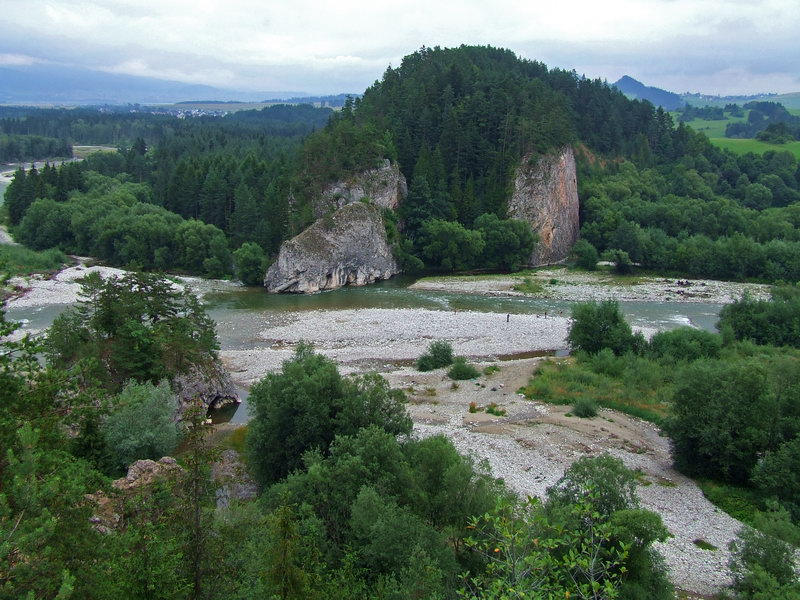
Durchbruch bei Krempachy